# I pirati di Capri
I pirati di Capri (Engels: The Pirates of Capri) is een Italiaans-Amerikaanse avonturenfilm uit 1949 onder regie van Edgar G. Ulmer. De film werd destijds uitgebracht onder de titel De piraten van Capri.

## Verhaal
Kapitein Sirocco is een gemaskerde held, die zich inzet voor het lot van de armen. In het dagelijkse leven staat hij echter bekend als de besluiteloze graaf van Amalfi. Hij deelt zijn identiteit met zijn tweelingbroer. Samen helpen ze ook de koningin tijdens de revolutie.

## Rolverdeling
| Acteur           | Personage                |
| ---------------- | ------------------------ |
| Louis Hayward    | Graaf van Amalfi         |
| Binnie Barnes    | Koningin Carolina Maria  |
| Mariella Lotti   | Gravin Mercedes de Lopez |
| Massimo Serato   | Baron von Holstein       |
| Alan Curtis      | Commandant Van Diel      |
| Mikhail Rasumny  | Pepino                   |
| Virginia Belmont | Annette                  |
| Franca Marzi     | Carla                    |
| William Tubbs    | Pignatelli               |
| Alberto Califano | Officier                 |
| Mario Auritano   | Officier                 |
| Eric Culton      | Officier                 |
| Michel Sorel     | Nicolo                   |